# Château de Puy-Guillon
Le château de Puy-Guillon est un édifice situé à Vernusse, en France.

## Localisation
Le château est situé sur la commune de Vernusse, dans le département de l'Allier, en région Auvergne-Rhône-Alpes, au sud-ouest du bourg, et domine le vallon du ruisseau de Puy-Guillon.

## Description
Le château, posé sur une vaste terrasse, a une apparence imposante, avec son donjon et ses nombreuses tours, vestiges du château fort médiéval remanié au cours des siècles en résidence d'agrément.

## Historique
La seigneurie a appartenu à la famille bourbonnaise de Beaucaire. Au XVIe siècle, c'est Jean de Beaucaire, grand sénéchal du Poitou, qui en est seigneur. Sa fille Charlotte de Beaucaire, sœur de Marie et belle-sœur de Sébastien de Luxembourg, épouse de Gaspard  Ier d'Alègre de Viverols (fils de Christophe et de Madeleine Le Loup de Beauvoir), en hérite. Louise d'Alègre, leur fille, épouse vers 1580 Louis de Rollat et lui apporte Puyguillon. Michel Gilbert de Rollat de Puyguillon, officier émigré, est assassiné le 16 mars 1831 dans son château de Puyguillon, à l'âge de 86 ans.
Le château entre ensuite dans la famille Blanzat, à laquelle il appartient encore.
L'édifice est inscrit au titre des monuments historiques en 2010.